# Tramtrein Mulhouse-Vallée de la Thur
De tramtrein Mulhouse Vallée-de-la-Thur is een tramlijn die loopt van het station Mulhouse-Ville naar het 22 kilometer verderop gelegen station Thann Saint-Jacques in het Franse departement Haut-Rhin. De lijn loopt tussen de stations Gare Centrale en Lutterbach over tramsporen, en daarna over treinsporen, waardoor het een tramtreinproject is. Over het tramtracé tussen Gare Centrale en Lutterbach rijden er ook extra stadstrams als Lijn 3 om de frequentie binnen Mulhouse te verdubbelen. Deze lijn is de eerste tram-train van Frankrijk.

## Chronologie
- 11 oktober 2004: Verklaring van openbaar nut, waarna bouwstart gegeven kan worden.
- 2006: Contracten voor de bouw worden getekend, trams worden aangeschaft.
- 2007: Begin bouw
- 2008: Kunstwerken en spoorbedding worden aangelegd, Het station Thann Saint-Jacques verhuist.
- 2009: Aanleg van het nieuwe spoor en elektrificatie van het bestaande spoor. Productie van de trams.
- 2010: Aanleg van perrons en systemen. Seintesten. Gefaseerde levering van de treinen.
- nacht van 11 op 12 januari 2010: Testen van de trams op het stadstracé
- 12 december 2010: Ingebruikname.

## Tracé
Tussen het Gare Centrale en de rotonde "Stricker" maakt de tram gebruik van de sporen van de lijnen 1 en 2 van de tram van Mulhouse. Een nieuw stuk dubbel spoor werd aangelegd vanaf daar naar het station Dornach, waarna er enkelspoor is tot het station Lutterbach. Het stedelijke gedeelte wordt versterkt door stadstram lijn 3, welke tegelijk met de Tram-Train begon. Na Lutterbach volgt de Tram-Train de lijn Lutterbach - Kruth van het Franse nationale spoorwegnet. Het enkelspoor is geëlektrificeerd tot station Thann St-Jacques. Op alle haltes behalve Thann Centre en Vieux-Thann zijn kruisingsmogelijkheden zodat tegenliggers elkaar kunnen kruisen.
De komst van de tram-trein in de vallei van de rivier de Thur heeft geleid tot vele veranderingen op de stations en bij oversteekpunten. Ook was het noodzakelijk om een tunnel te slopen voor het ziekenhuis Saint-Jacques in Thann om plaats te maken voor het station met dezelfde naam. Daarnaast greep men de kans aan om een eindspoor op het station te maken.

## Materieel
De Tram-Train dienst wordt verzorgd door 12 Avanto-trams van Siemens, gebouwd in Duppigheim door het bedrijf Lohr. Het in- en exterieur combineert de kleurstelling van de TER Alsace en de Tram van Mulhouse. De stadstramdienst wordt verzorgd door een aantal van de 27 Citadis 302 trams voor de Tram van Mulhouse.

## Frequentie
De basisfrequentie voor de T3/tramtrain lijn is vier trams per uur tot Lutterbach (twee stadstrams als lijn T3). Voorbij Lutterbach rijden er twee tramtreinen per uur.

## Toekomst
In de toekomst wordt de lijn waarschijnlijk verlengd tot het station van Kruth.

## Trivia
Een interessant detail betreft de brug van de spoorlijn Strasbourg-Ville - Saint-Louis over de tramlijn, vlak bij de rotonde "Stricker" in het centrum van Mulhouse, bij de samenkomst met tramlijn 2. Om te voorkomen dat het spoor lager aangelegd moest worden of de brug verhoogd, daalt de bovenleidingskabel waardoor de stroomafnemer verlaagd moet worden.